# 91. ročník udílení Oscarů
91. ročník udílení Oscarů se konal 24. února 2019 v Dolby Theatre v Los Angeles, pod hlavičkou Akademie filmového umění a věd, která vybrala jednotlivé vítěze ze 24 různých kategorií. Nominace ovládly filmy Favoritka a Roma. Česká filmová a televizní akademie do boje o nominaci vyslala film Všechno bude režiséra Olma Omerzu, který ovšem nominaci nezískal.

## Vítězové a nominovaní
Tučně jsou označeni vítězové.
| Nejlepší film | Nejlepší režisér |
| --- | --- |
| - Zelená kniha - Black Panther - BlacKkKlansman - Bohemian Rhapsody - Favoritka - Roma - Zrodila se hvězda - Vice | - Alfonso Cuarón – Roma - Spike Lee – BlacKkKlansman - Pawel Pawlikowski – Studená válka - Yorgos Lanthimos – Favoritka - Adam McKay – Vice |
| Nejlepší herečka | Nejlepší herec |
| - Olivia Colmanová jako Anna Stuartovna – Favoritka - Yalitza Aparicio jako Cleoderagia „Cleo“ Gutiérrez – Roma - Glenn Close jako Joan Castleman – Žena - Lady Gaga jako Ally Maine – Zrodila se hvězda - Melissa McCarthy jako Lee Israel – Dokážete mi kdy odpustit? | - Rami Malek jako Freddie Mercury – Bohemian Rhapsody - Christian Bale jako Dick Cheney – Vice - Bradley Cooper jako Jackson Maine – Zrodila se hvězda - Willem Dafoe jako Vincent Van Gogh – U brány věčnosti - Viggo Mortensen jako Frank Vallelonga – Zelená kniha                  |
| Nejlepší herečka ve vedlejší roli | Nejlepší herec ve vedlejší roli |
| - Regina Kingová jako Sharon Rivers – Kdyby ulice Beale mohla mluvit - Amy Adams jako Lynne Cheney – Vice - Marina De Tavira jako Sra Sofía – Roma - Emma Stoneová jako Abigail Masham – Favoritka - Rachel Weisz jako Sarah Churchill – Favoritka                      | - Mahershala Ali jako Don Shirley – Zelená kniha - Adam Driver jako detektiv Philip Zimmerman – BlacKkKlansman - Sam Elliot jako Bobby Maine – Zrodila se hvězda - Richard E. Grant jako Jack Hock – Dokážete mi kdy odpustit? - Sam Rockwell jako George W. Bush – Vice               |
| Nejlepší původní scénář | Nejlepší adaptovaný scénář |
| - Nick Vallelonga, Brian Currie a Peter Farrelly – Zelená kniha - Deborah Davis a Tony McNamara – Favoritka - Paul Schrader – Zoufalství a naděje - Alfonso Cuarón – Roma - Adam McKay –Vice                                                                            | - Kevin Willmott a Spike Lee – BlacKkKlansman - Joel Coen a Ethan Coen – Balada o Busterovi Scruggsovi - Nicole Holofecener a Jeff Whitty – Dokážete mi kdy odpustit? - Barrry Jenkins – Kdyby ulice Beale mohla mluvit - Eric Roth, Bradley Cooper a Will Fetters – Zrodila se hvězda |
| Nejlepší kamera | Nejlepší střih |
| - Alfonso Cuarón – Roma - Łukasz Żal – Studená válka - Robbie Ryan – Favoritka - Caleb Deschanel – Nikdy neodvracej zrak - Matthew Libatique – Zrodila se hvězda | - John Ottman – Bohemian Rhapsody - Barry Alexander Brown – BlacKkKlansman - Yorgos Mavropsaridis – Favoritka - Patrick J. Don Vito – Zelená kniha - Hank Corwin – Vice |
| Nejlepší animovaný film | Nejlepší cizojazyčný film |
| - Spider-Man: Paralelní světy - Úžasňákovi 2 - Psí ostrov - Raubíř Ralf a internet - Mirai, dívka z budoucnosti | - Roma – Mexiko – režie Alfonso Cuarón - Kafarnaum – Libanon – režie Nadine Labaki - Studená válka – Polsko – režie Paweł Pawlikowski - Nikdy neodvracej zrak – Německo – režie Florian Henckel von Donnersmarck - Zloději – Japonsko – režie Hirokazu Kore-eda                        |
| Nejlepší dokument – film | Nejlepší dokument – krátkometrážní film |
| - Free Solo - Hale County ráno i večer - Nerovná jízda - O otcích a synech - RBG | - Period. End Of Sentence. - Black Sheep - End Game - Lifeboat - A Night At The Garden |
| Nejlepší krátkometrážní film | Nejlepší animovaný krátkometrážní film |
| - Skin - Detainment - Fauve - Marguerite - Mother | - BAO - Animal Behaviour - Late Afternoon - One Small Step - Weekends |
| Nejlepší skladatel | Nejlepší filmová píseň |
| - Ludwig Goransson – Black Panther - Terence Blanchard – BlacKkKlansman - Nicholas Britell – Kdyby ulice Beale mohla mluvit - Alexandre Desplat – Psí ostrov - Marc Shaiman – Mary Poppins se vrací                                                                     | - „Shallow“ – Zrodila se hvězda - „All The Stars“ – Black Panther - „I'll Fight“ – RBG - „The Place Where Lost Things Go“ – Mary Poppins se vrací - „When A Cowboy Trades His Spurs For Wings“ – Balada o Busterovi Scruggsovi                                                         |
| Nejlepší střih zvuku | Nejlepší zvuk |
| - Bohemian Rhapsody - Black Panther - První člověk - Roma - Zrodila se hvězda | - Bohemian Rhapsody - Black Panther - První člověk - Tiché místo - Roma |
| Nejlepší výprava | Nejlepší masky |
| - Black Panther – Hannah Beachler, Jay Hart - Favoritka – Fiona Crombie, Alice Felton - První člověk – Nathan Crowley, Kathy Lucas - Roma – Eugenio Caballero, Bárbara Enríquez - Mary Poppins se vrací – John Myhre, Gordon Sim                                        | - Greg Cannom, Kate Biscoe a Patricia DeHaney – Vice - Göran Lundström a Pamela Goldammer – Tina a Vore - Jenny Shircore, Marc Pilcher a Jessica Brooks – Marie, královna skotská |
| Nejlepší kostýmy | Nejlepší vizuální efekty |
| - Ruth Carter – Black Panther - Mary Zophres – Balada o Busterovi Scruggsovi - Sandy Powell – Favoritka - Sandy Powell – Mary Poppins se vrací - Alexandra Bryne – Marie, královna skotská                                                                              | - První člověk - Avengers: Infinity War - Kryštůfek Robin - Ready Player One: Hra začíná - Solo: Star Wars Story |